# The Legend of Billie Jean
The Legend of Billie Jean é um filme norte-americano de 1985, gênero drama, dirigido por Matthew Robbins. O filme é uma espécie de recontagem da Lenda de Michael Kohlhaas, com os cavalos feridos de Kohlhaas substituídos por uma motocicleta danificada.

## Elenco
- Helen Slater… Billie Jean Davy
- Christian Slater… Binx Davy
- Keith Gordon… Lloyd
- Yeardley Smith… Putter
- Barry Tubb… Hubie Pyatt
- Martha Gehman… Ophelia
- Peter Coyote… Detetive Ringwald
- Richard Bradford… Sr. Pyatt
- Dean Stockwell… Promotor Muldaur
- Mona Lee Fultz… Donna Davy
- Bobby Jones… Kenny
- John M. Jackson… Pai de Kenny
- Rodney Rincon… Sargento da Polícia
- Caroline Williams… Mulher da Pickup
- Rudy Young…Homem da Pickup
- Bobby Fite… Garoto do Mini-Mart
- Kim Valentine… Garota do Mini-Mart
- Janet Smalley… Mãe de Putter
- Charles Redd… Jornalista
- Joshua Butts… Entregador
- Ray Hanna… Jimmy J. Judge
- B.J. Thompson… garoto entrevistado
- Celia Newman… garota entrevistada
- Tony Slowik… jovem entrevistada